# Companhia Holandesa das Índias Ocidentais
A Companhia Holandesa das Índias Ocidentais ou Companhia Neerlandesa das Índias Ocidentais (em neerlandês: West-Indische Compagnie ou WIC) foi uma companhia majestática de mercadores holandeses. Representa um exemplo de organização privada do comércio externo, de pendor capitalista, que contrasta com o modelo de comércio português, que permaneceu fortemente dependente do Estado até bem mais tarde.
A companhia tornou-se instrumento da colonização holandesa nas Américas e foi responsável pela ocupação de áreas no nordeste brasileiro no século XVII.

## História
Em 2 de junho de 1621, por iniciativa de um grupo de calvinistas flamengos e brabanteses refugiados nas República das Sete Províncias Unidas dos Países Baixos para escapar à perseguição religiosa, a Companhia recebeu um alvará que lhe concedia o monopólio do comércio com as colônias ocidentais pertencentes às Sete Províncias nas Índias Ocidentais (o Caribe), bem como do tráfico de escravos, no Brasil, Caribe e América do Norte.  A companhia podia operar também na África Ocidental (entre o Trópico de Câncer e o Cabo da Boa Esperança) e nas Américas, incluindo o Oceano Pacífico, e na parte oriental da Nova Guiné.
O objetivo do alvará era eliminar a competição, particularmente espanhola e portuguesa, entre os diferentes postos de comércio estabelecidos pelos mercadores. Espanhóis e portugueses acusaram os cristãos-novos de Amsterdã de serem a alavanca da empresa, mas, do total de 3 milhões de florins subscritos na cidade, apenas 36 mil florins foram contribuição dos sefarditas.
A WIC foi organizada de forma similar à Companhia Holandesa das Índias Orientais (VOC) — que detinha o monopólio do comércio neerlandês com a Ásia desde 1602. Tal como a VOC, a WIC tinha cinco escritórios, chamados de câmaras (kamers), em Amsterdã, Midelburgo, Roterdã, Hoorn e Groningen, sendo as câmaras de Amsterdã e de Midelburgo aquelas que mais contribuíram para a companhia. O conselho de administração consistia em 19 membros e era conhecido como o "Heeren XIX". Isaac de Pinto, economista judeu de origem portuguesa, foi acionista da WIC e terá pertencido aos Heeren XIX desde 1750, aproximadamente.

## No Brasil

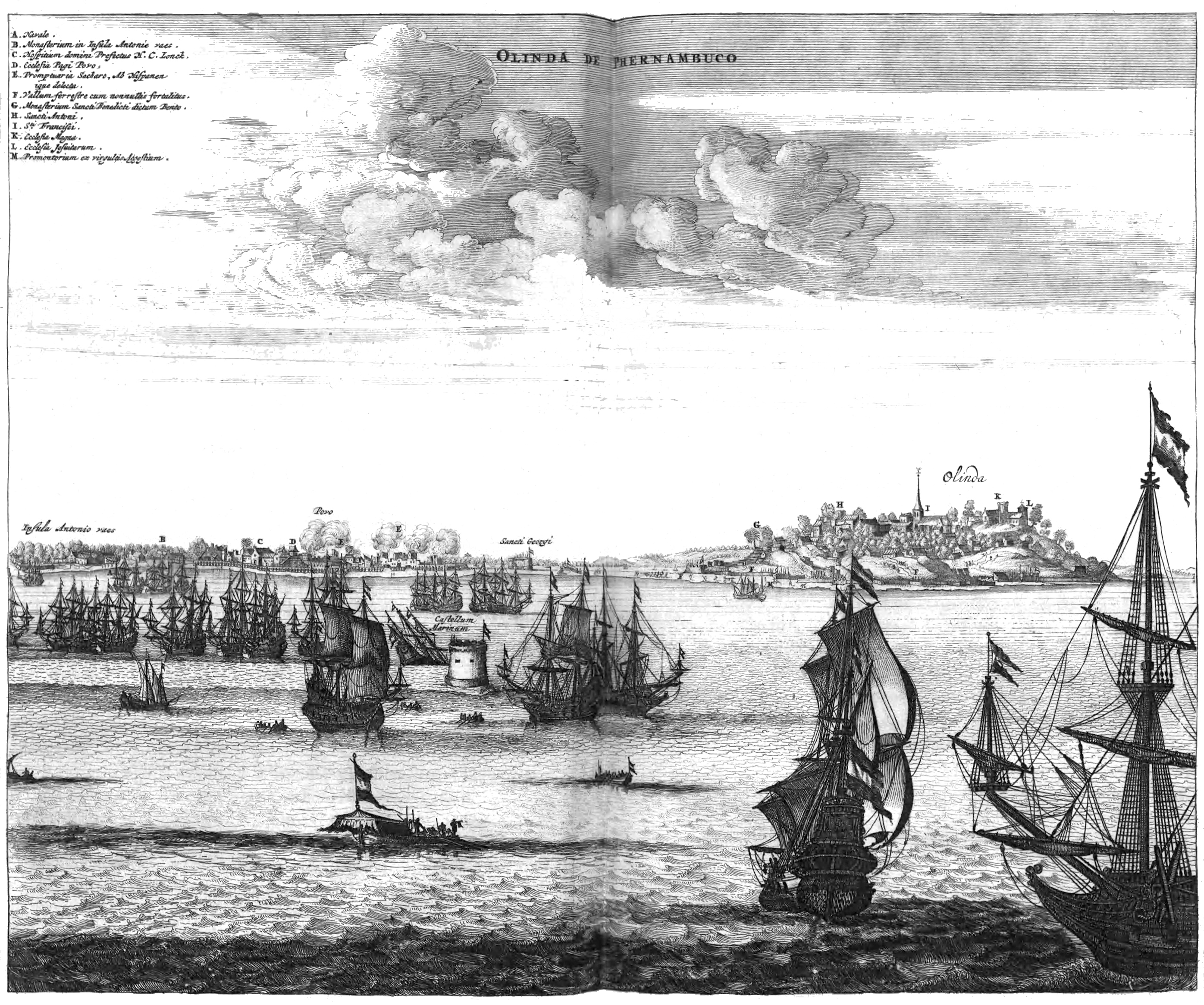
Olinda, então o local mais rico do Brasil Colônia, foi saqueada e destruída pelos holandeses, que escolheram o Recife como a capital da Nova Holanda. A gravura neerlandesa mostra o cerco a Olinda em 1630.

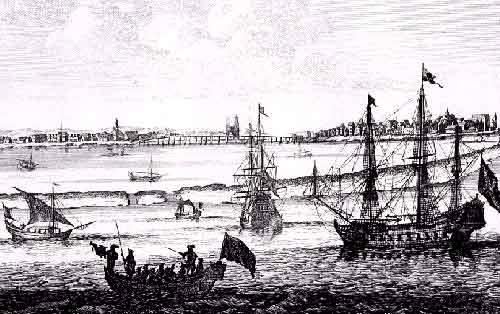
Maurícia (atual Recife), capital da Nova Holanda.

O objetivo da companhia era levar ao Novo Mundo (tal como a sua congênere, a bem-sucedida Companhia Holandesa das Índias Orientais, já fazia na Ásia), a guerra da independência dos Países Baixos, atacando os pontos-chave do Império Espanhol. As possessões portuguesas, segundo se calculava, seriam o calcanhar-de-aquiles, e pensava-se que a Espanha sacrificaria sua própria defesa em benefício da proteção dos seus domínios americanos. Por isso, em 1624-1625, a WIC dedicava ao Brasil o melhor de suas atenções, tentando ocupar Salvador, capital da colônia portuguesa na América, onde, porém, os neerlandeses não obtiveram êxito.
A opção por ocupar Pernambuco era óbvia: D. Diogo de Menezes, governador-geral, escreveria na época à Corte que "no Brasil, não há mais que este lugar de Pernambuco e da Bahia". Eram as chamadas "capitanias de cima", que monopolizavam a produção do açúcar, principal gênero de exportação, e que geravam o excedente fiscal que tornava o Brasil rentável, pois as "capitanias de baixo" eram deficitárias. A Capitania de Pernambuco tornara-se a maior e mais rica área de produção de açúcar do mundo. Mas, mesmo assim, não se pense serem povoadas as capitanias de cima: a ocupação era meramente litorânea, não excedendo uma faixa de 70 quilômetros a partir da costa.
Em 1630, uma nova e poderosa esquadra da WIC com sessenta e sete navios e cerca de sete mil homens — a maior já vista na colônia — sob o comando do almirante Hendrick Lonck, bloqueou o litoral pernambucano e desembarcou um exército que tomou Olinda e Recife, começando a conquista da área entre o rio São Francisco e o rio Grande. A Espanha, sob Filipe IV e o conde-duque de Olivares, optou por uma guerra lenta, mas, em 1636, quando foi nomeado João Maurício de Nassau para governador civil e militar do Nordeste do Brasil, o exército da WIC já conseguira dominar a região entre Natal e Porto Calvo. Maurício de Nassau fora nomeado por seu talento administrativo, para pôr o Brasil a render – pois os lucros obtidos pela WIC com o corso contra Espanha e Portugal no Atlântico e nas Antilhas, que se estima em 30 milhões de florins, não davam para pagar a guerra (45 milhões) e a burocracia da WIC. A Companhia tomara dinheiro emprestado aos acionistas e não distribuía dividendos desde 1628, quando Piet Heyn capturara a frota espanhola da prata ao largo de Cuba. Sua dívida acumulada superava 18 milhões de florins. E um partido, o dos burgueses de Amsterdã, no seio da Companhia, queria a paz, prevendo restituir a área conquistada no Nordeste brasileiro em troca da abertura do comércio com as possessões da América espanhola.
Em 26 de Janeiro de 1654, dá-se capitulação neerlandesa a favor do Reino de Portugal, conhecido pelo Tratado de Taborda por ter sido assinada no Campo do Taborda, no Recife, provocando a saída desta companhia do Brasil.
Em 1791, o governo neerlandês adquire as ações da WIC, depois da falência da companhia, fazendo o mesmo com a VOC, em 1799. A partir de 1806, o mesmo governo passa a controlar diretamente o comércio nos territórios ultramarinos, transformando-os em colônias.